# 순천 동화사 삼층석탑
순천 동화사 삼층석탑(順天 桐華寺 三層石塔)은 대한민국 전라남도 순천시 동화사에 있는 고려 시대의 삼층석탑이다. 대한민국의 보물 제831호로 지정되어 있다.
일반형 신라석탑의 양식을 계승하였다. 상륜부는 노반 위에 복발과 양화, 보륜, 보개, 보주 등 모든 부분이 잘 남아 있다. 이렇게 삼륜이 정연하게 남아 있는 예는 드물다.

## 사진

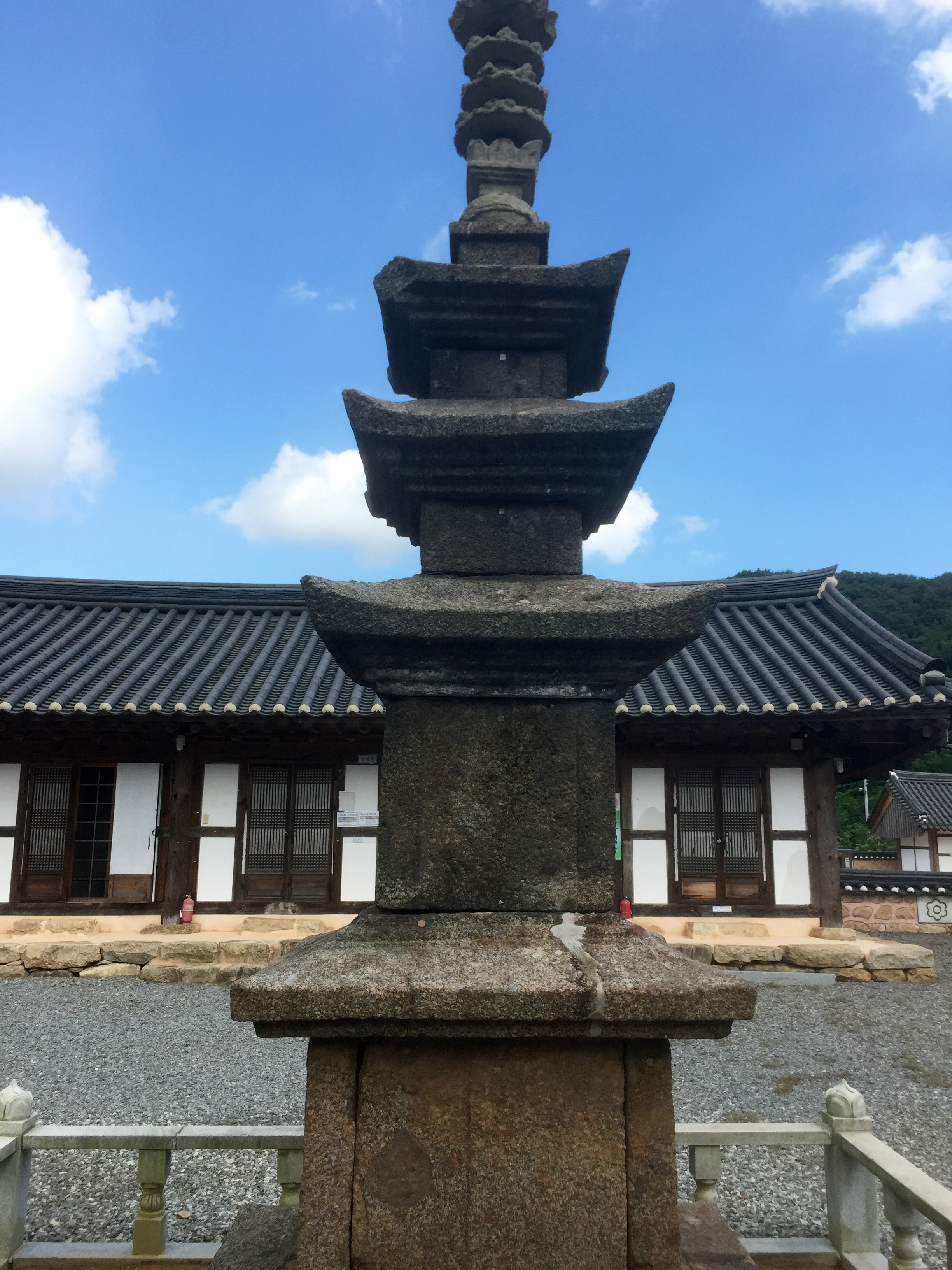
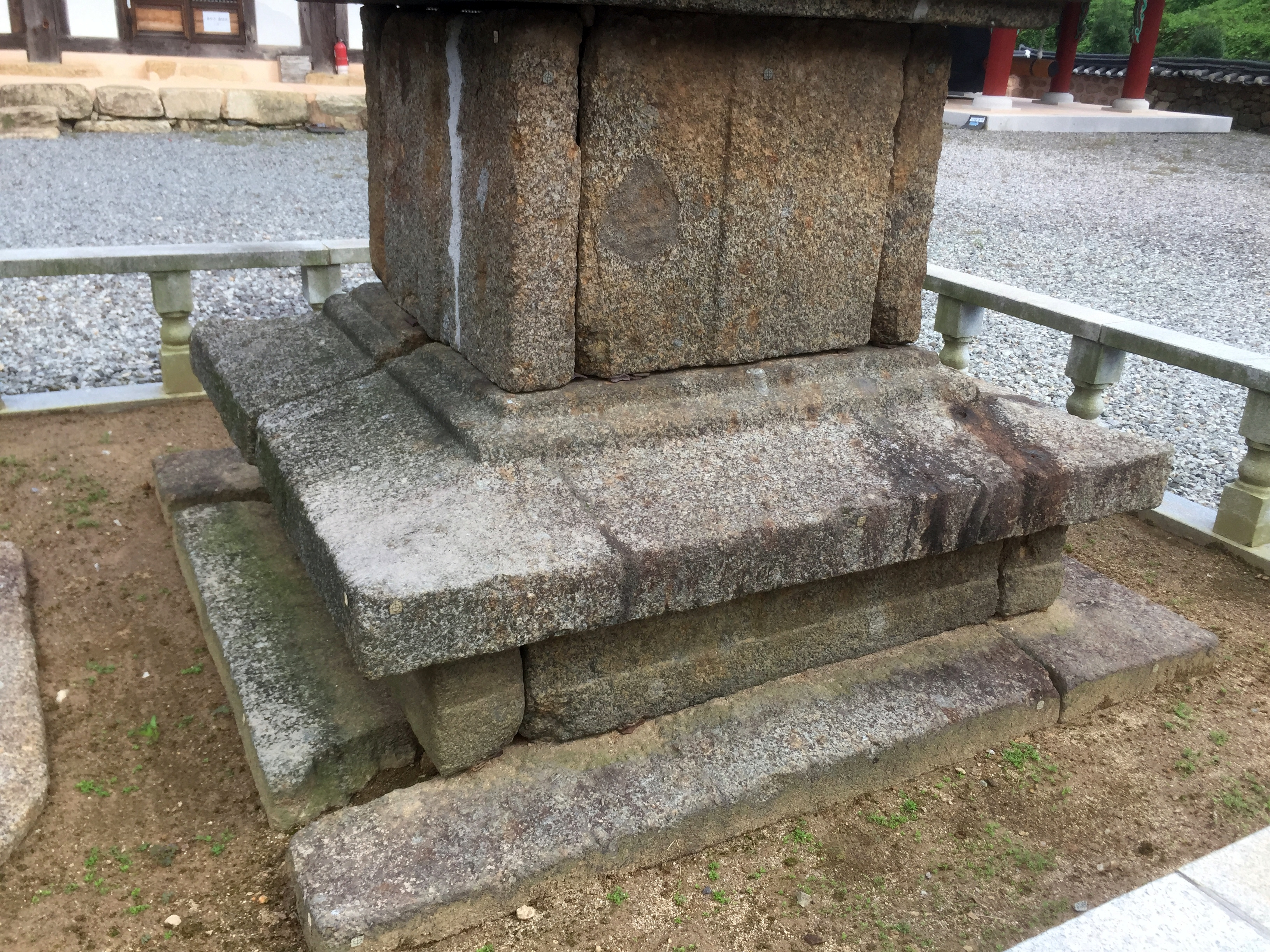
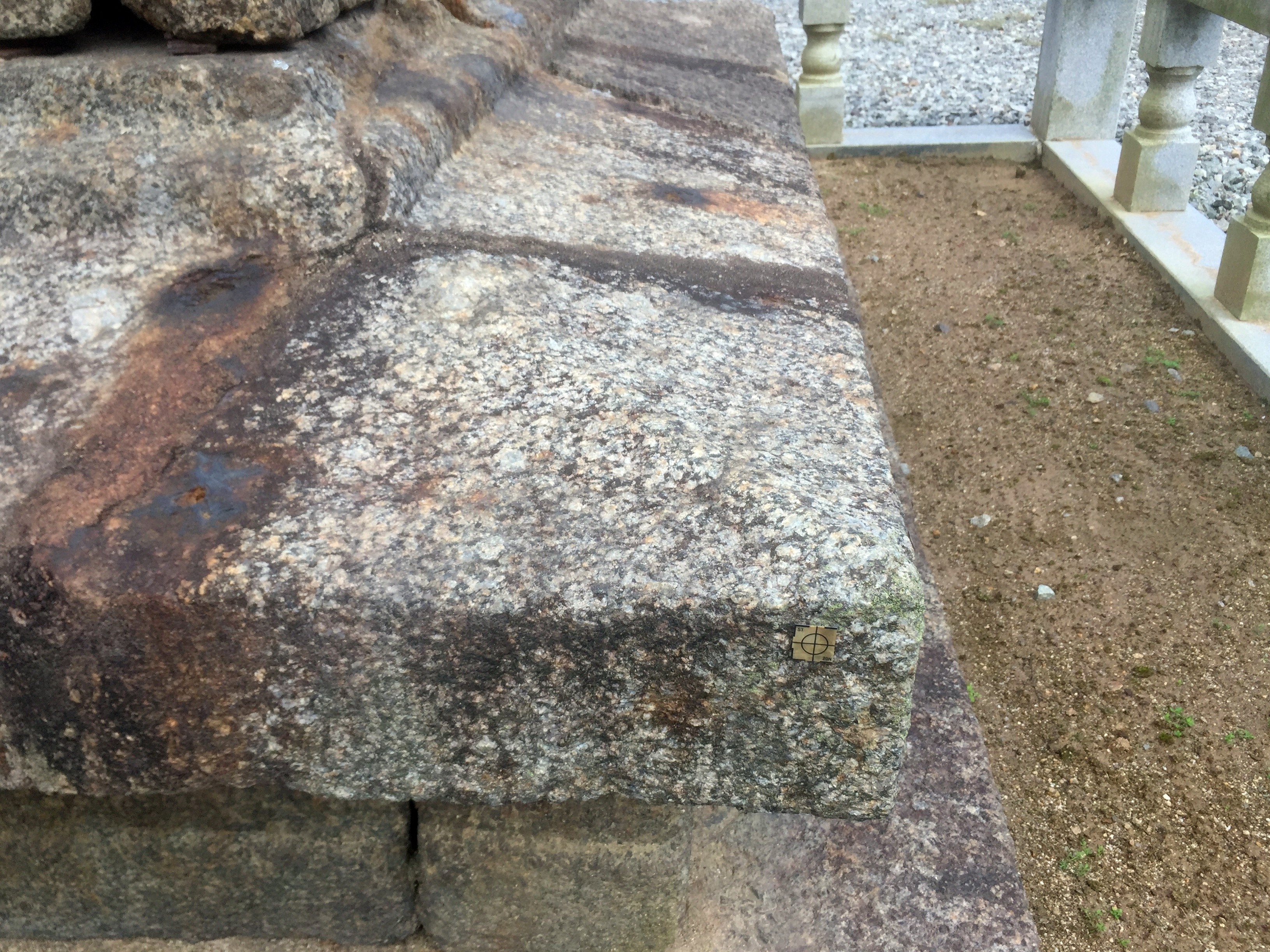
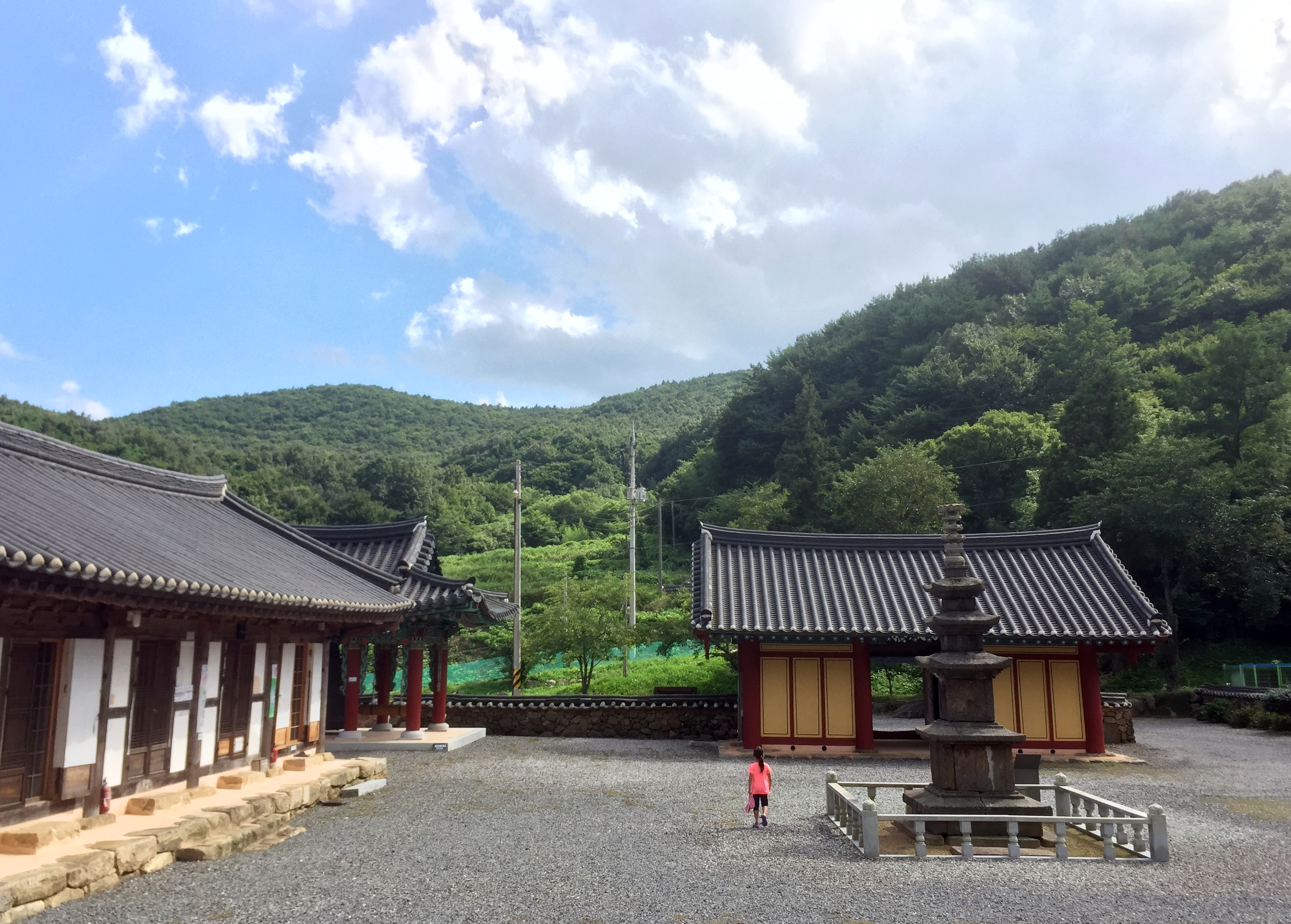

## 참고 자료
- 이 문서에는 다음커뮤니케이션(현 카카오)에서 GFDL 또는 CC-SA 라이선스로 배포한 글로벌 세계대백과사전의 내용을 기초로 작성된 글이 포함되어 있습니다.